# Щецин-Джетово (станция электрички)
«Щецин-Джетово» — грузовая железнодорожная станция и планируемая пассажирская станция Щецинской метрополийной электрички. Расположится в округу Джетово-Грабово, по котором и получила своё название. Открытие реконструированной станции запланировано на 2022 год.

## История
В течение нескольких месяцев в 1898 году это была конечная остановка линии Щецин-Главный — Тжебеж, а с момента ее открытия и до расширения границ Штеттина в 1939 году — последняя станция в черте города. 30 сентября 2002 года станция была закрыта для пассажирских перевозок. 

## Проектирование
Проект реконструкции станции предполагает реконструкцию платформ, строительство подземного и надземного перехода, строительство стоянок для автомобилей и велосипедов.